# Чорноволенко Іван Гнатович
Чорноволенко Іван Гнатович (нар. 15 червня 1921, Троїцьке — пом. 26 листопада 1943, Нижня Хортиця) — радянський офіцер, Герой Радянського Союзу (1944), командир роти 178-го гвардійського стрілецького полку 60-ї гвардійської Червонопрапорної Павлоградської стрілецької дивізії 6-ї армії 3-го Українського фронту, гвардії лейтенант.

## Біографія
Іван Гнатович Чорноволенко народився 15 червня 1921 р.. у селянській родині с. Троїцьке (до 1922 р. с. Миколаївка) Кременчуцького повіту Кременчуцької губернії (зараз Глобинського району Полтавської області). Українець за походженням. Закінчив тут неповну середню школу, працював у колгоспі і у 1939 р. вступив до лав Червоної Армії. У 1941 р. після закінчення Краснодарського військового піхотного училища був направлений на фронт.
Восени 1941 р. він був поранений і потрапив до фашистського полону. Втік, повернувся до Троїцького. Залікувавши рани, навесні 1942 р. разом із групою таких же втікачів перейшов лінію фронту і повернувся до військової служби — був призначений командиром стрілецької роти 178-го гвардійського стрілецького полку 60-ї гвардійської Павлоградської Червонопрапорної стрілецької дивізії 6-ї армії 3-го Українського фронту.
Восени 1943 р. військам дивізії було доручено форсувати Дніпро поблизу Запоріжжя і захопити плацдарм на його правому березі. Виконуючи це завдання, 178-й полк, у складі якого діяла рота Чорноволенка, 26 листопада 1943 р.. форсував Дніпро і висадив десант в районі острова Хортиця.

### Хід бою
Виявивши радянських десантників на правому березі Дніпра, фашисти здійснили 8 контратак, намагаючись скинути десант у воду. Не досягши поставленої мети, німці вирішили оточити сміливців і висадили свій десант на катерах на нашій переправі. Розпочався рукопашний бій. У хід пішли приклади, ножі, лопати і навіть каміння. Воїни Чорноволенка, успішно прорвавши колючий дріт огородження, увірвалися до ворожих траншей. Командир із гранатою та пістолетом в руці вдерся до німецького бліндажа, застрелив трьох гітлерівців та одного взяв у полон. Уміло маневруючи, підрозділ Чорноволенка підійшов до села Разумівки Запорізького району Запорізької області, витримав тут контратаку гітлерівців, звільнив село і, не зупиняючись, продовжував гнати ворога до села Нижня Хортиця. В цьому бою був смертельно поранений і невдовзі помер. Тіло поховане у братській могилі с. Нижня Хортиця.

## Нагороди, пам'ять
За мужність та героїзм, проявлені під час форсування Дніпра та утримання плацдарму на його правому березі, гвардії лейтенанту Івану Гнатовичу Чорноволенку посмертно було присвоєно звання Героя Радянського Союзу (Наказ Президії Верховної Ради СРСР від 22.02.1944 р.).
Його ім'я було присвоєне фрунзівській восьмирічній школі, де він колись навчався, а у сільському музеї на окремому стенді були представлені матеріали про бойовий шлях Івана Чорноволенка.